# Пискор, Тадеуш
Тадеуш Пискор (польск. Tadeusz Piskor; 1 февраля 1889, Бор-Куновски, Варшавское генерал-губернаторство, Российская империя — 22 марта 1951, Лондон, Великобритания) — польский генерал, участник Второй мировой войны. Командующий армией «Люблин».

## Биография
Пискор родился 1 февраля 1889 года в Бор-Куновски. В 1907 году окончил гимназию генерала Павла Хшановского в Варшаве. В 1908 году поступил на факультет естественных наук Льежского политехнического института в Бельгии. В 1910 году переехал во Львов, продолжая учёбу на машиностроительном факультете Львовского политехнического университета.
До Первой мировой войны он был членом польских организаций, выступающих за независимость. В Бельгии он был соучредителем Союза активной борьбы (1909). 15 октября 1912 года вступил в Стрелковый союз, в котором окончил офицерский курс в 1912 году. Он был одним из офицеров, приближенных к Юзефу Пилсудскому, из рук которого он получил офицерский знак «зонтик». 1 ноября 1913 года стал комендантом унтер-офицерской школы.
Во время Первой мировой войны он служил в польских легионах, а впоследствии участвовал в советско-польской войне.
В Межвоенное время Пискор занимал различные должности, в том числе начальника Генерального штаба и армейского инспектора.
Во время Сентябрьской кампании 1939 года он командовал Люблинской армией. Его войска потерпели поражение в Сражении под Томашовом-Любельским от немецких войск, и он вскоре попал в плен.
После войны он поселился в Лондоне, где и умер в 1951 году.